# Villanova Monteleone
Villanova Monteleone település Olaszországban, Szardínia régióban, Sassari megyében. Lakosainak száma 2091 fő (2023. január 1.). Villanova Monteleone Alghero, Ittiri, Monteleone Rocca Doria, Montresta, Padria, Putifigari, Romana, Thiesi, Bosa és Uri községekkel határos.

## Népesség
A település lakossága az elmúlt években az alábbi módon változott:
| Lakosok száma | 2305 | 2288 | 2091 |
|               | 2017 | 2018 | 2023 |